# Loxophlebia bura
Loxophlebia bura är en fjärilsart som beskrevs av Butler 1877. Loxophlebia bura ingår i släktet Loxophlebia och familjen björnspinnare. Inga underarter finns listade i Catalogue of Life.